# Fukiya (Takahashi)
 (janvier 2023).
Fukiya est un hameau situé à Nariwa, ville de Takahashi, préfecture d'Okayama, au Japon. Il est connu pour ses maisons qui arborent la couleur ocre rouge du bengara, pigment qui était autrefois produit dans la région. Les tuiles de Sekishū des bâtiments sont également réputées. Une zone de 6,4 hectares où les maisons ont été particulièrement bien conservées a été désignée par le gouvernement japonais comme ensemble architectural traditionnel et secteur sauvegardé.
En 2020, la région de Fukiya est également désignée comme Japan Heritage.

## Histoire
Le hameau est situé sur un plateau à une altitude de 550 m. De par la présence de mines de cuivre, Fukiya devient un bourg minier vers le milieu de l'époque d'Edo, exploitant les mines de cuivre alentour. En plus de l'extraction du minerai, il connaîtra la prospérité durant la fin de l'époque d'Edo et au cours de l'ère Meiji en devenant l'unique grand producteur national de pigment bengara, oxyde de fer rouge qu'il manufacture par l'oxydation et la réduction de minerai de sulfure de fer. Le bengara était principalement utilisé dans la porcelaine et la laque, ainsi que dans l'architecture pour produire la couleur rouge des temples bouddhistes et sanctuaires shinto. À son apogée, le nombre d'employés travaillant à la mine de cuivre atteint les 1 200.
En 1974, la zone désignée plus tard comme ensemble architectural traditionnel et secteur sauvegardé, ainsi que les quartiers de Nakano, de Sakamoto et de Shitaya ont été désignés par la préfecture d'Okayama comme village Furusato (ふるさと村, furusato-mura), désignation qui souligne l'importance historique de la zone et la nécessité de la conserver. En 1977, une zone de 6,4 hectares est désignée par le gouvernement japonais comme ensemble architectural traditionnel et secteur sauvegardé, qui constitue de nos jours un site touristique visitable.
En 2020, la région de Fukiya est également désignée comme Japan Heritage (日本遺産, nihon-isan)).

## Isolement géographique
Fukiya étant situé en montagne, à 550 mètres d'altitude, aucun structure de loisirs n'est disponible à proximité (cinéma, bibliothèque...). Le commerce alimentaire le plus proche se situe à une heure de voiture, près de la gare de Bitchu Takahashi. Les quelques restaurants et cafés du hameau ferment aux alentours de 15h30, heure de départ du dernier bus à destination du centre de Takahashi. Le poste de police dont dépend Fukiya est situé à environ trois kilomètres. L'école primaire de Fukiya, construite en bois, a fermé ses portes en 2012, puis a rouvert dix ans plus tard en tant que site touristique.

## Transports
En 2022, un bus direct reliant l'aéroport d'Okayama et la station Bicchu Takahashi (sortie Est) à Fukiya sera exploité à titre expérimental les vendredis, samedis, dimanches et jours fériés du 22 juillet au 20 novembre.

## Galerie

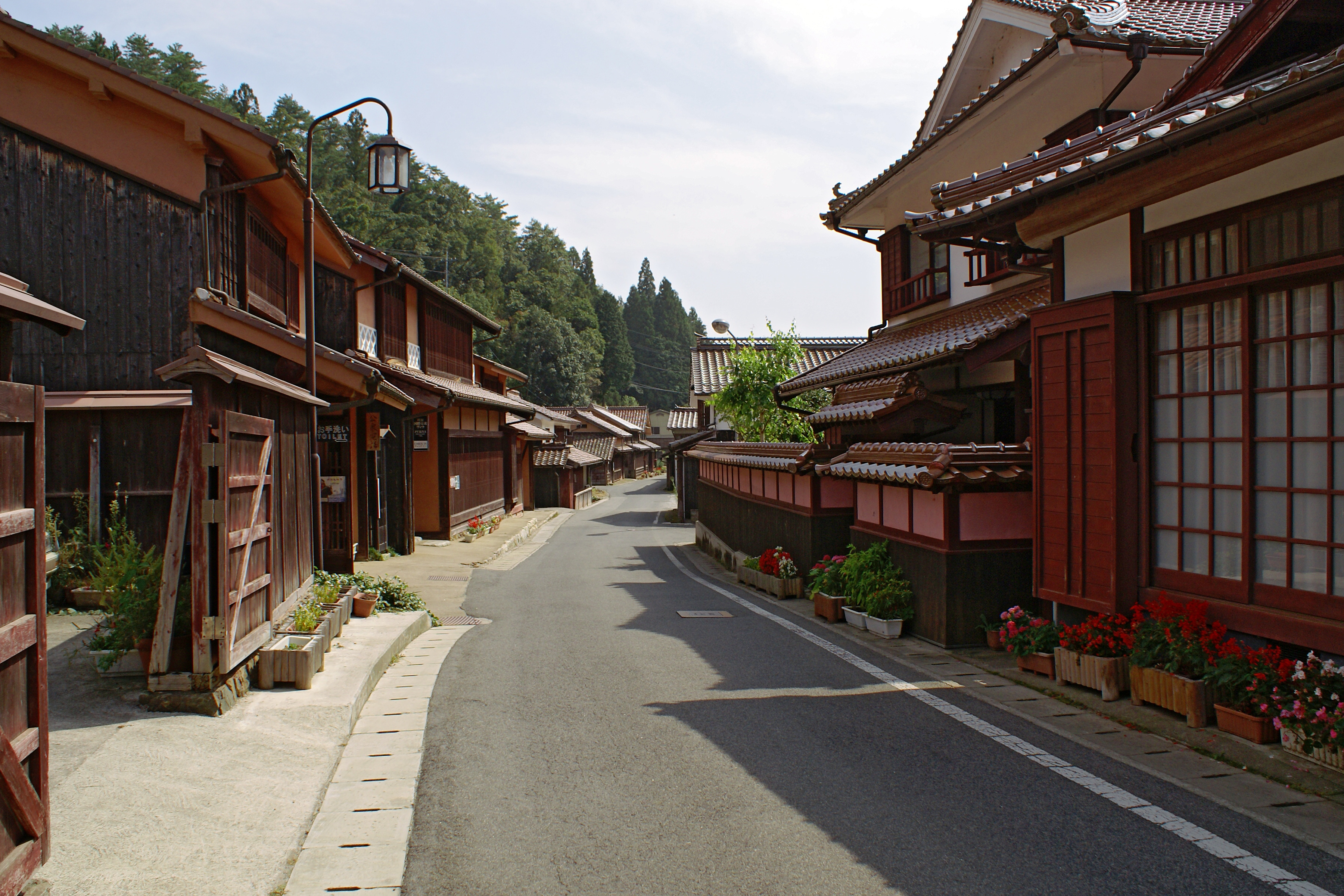
Maisons ocre rouge de Fukiya.
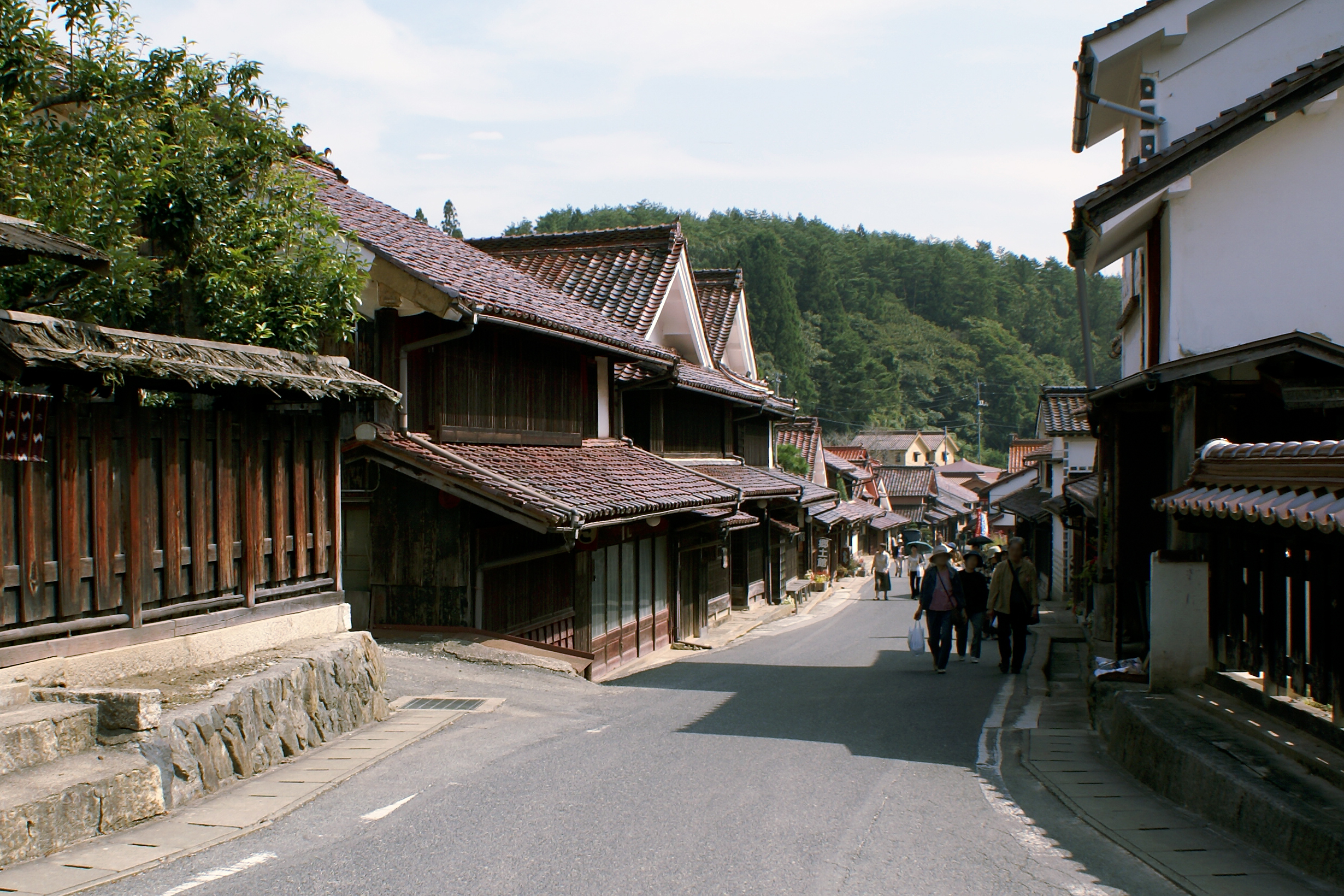
À gauche, musée du folklore local.
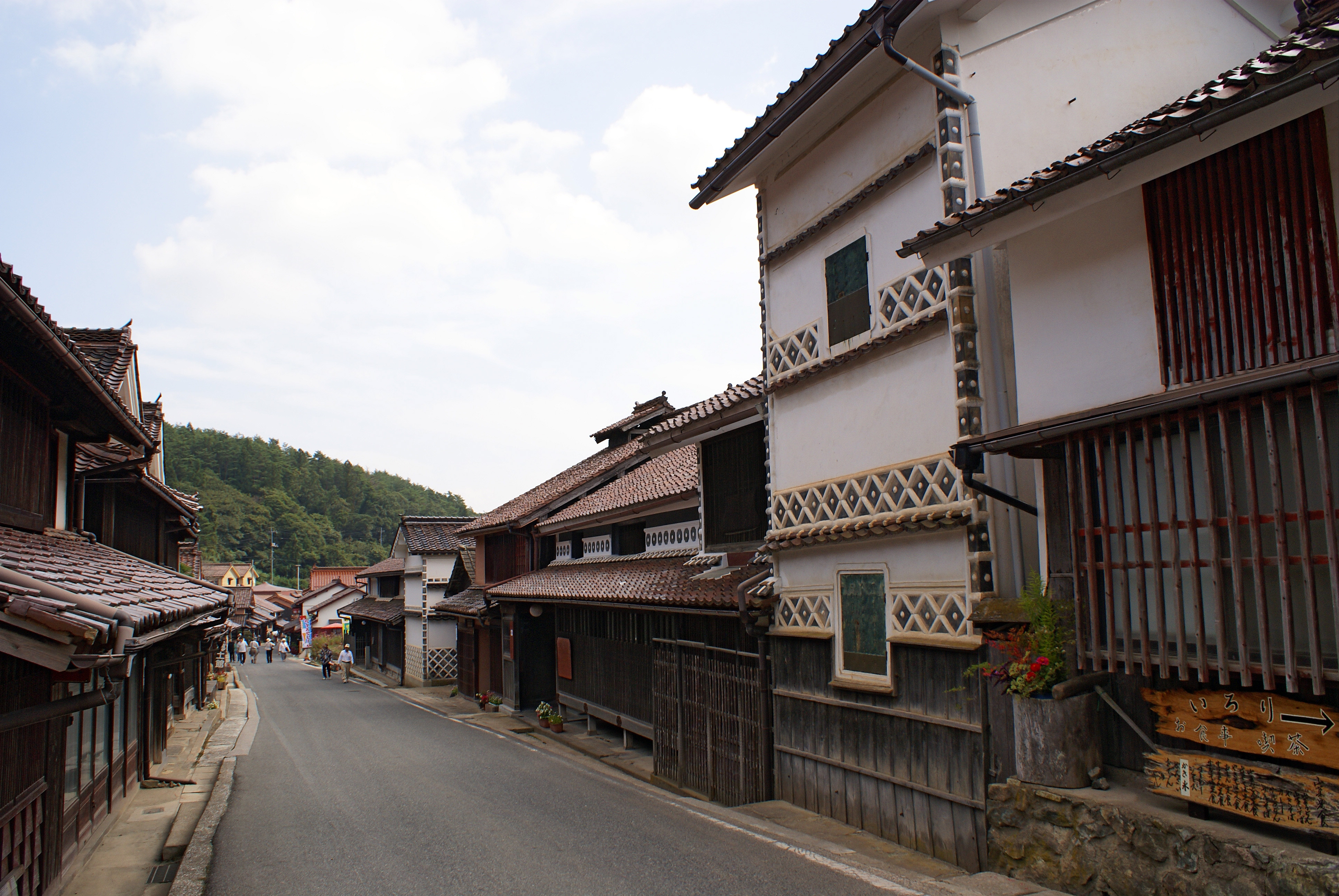
Ancienne résidence des Katayama.
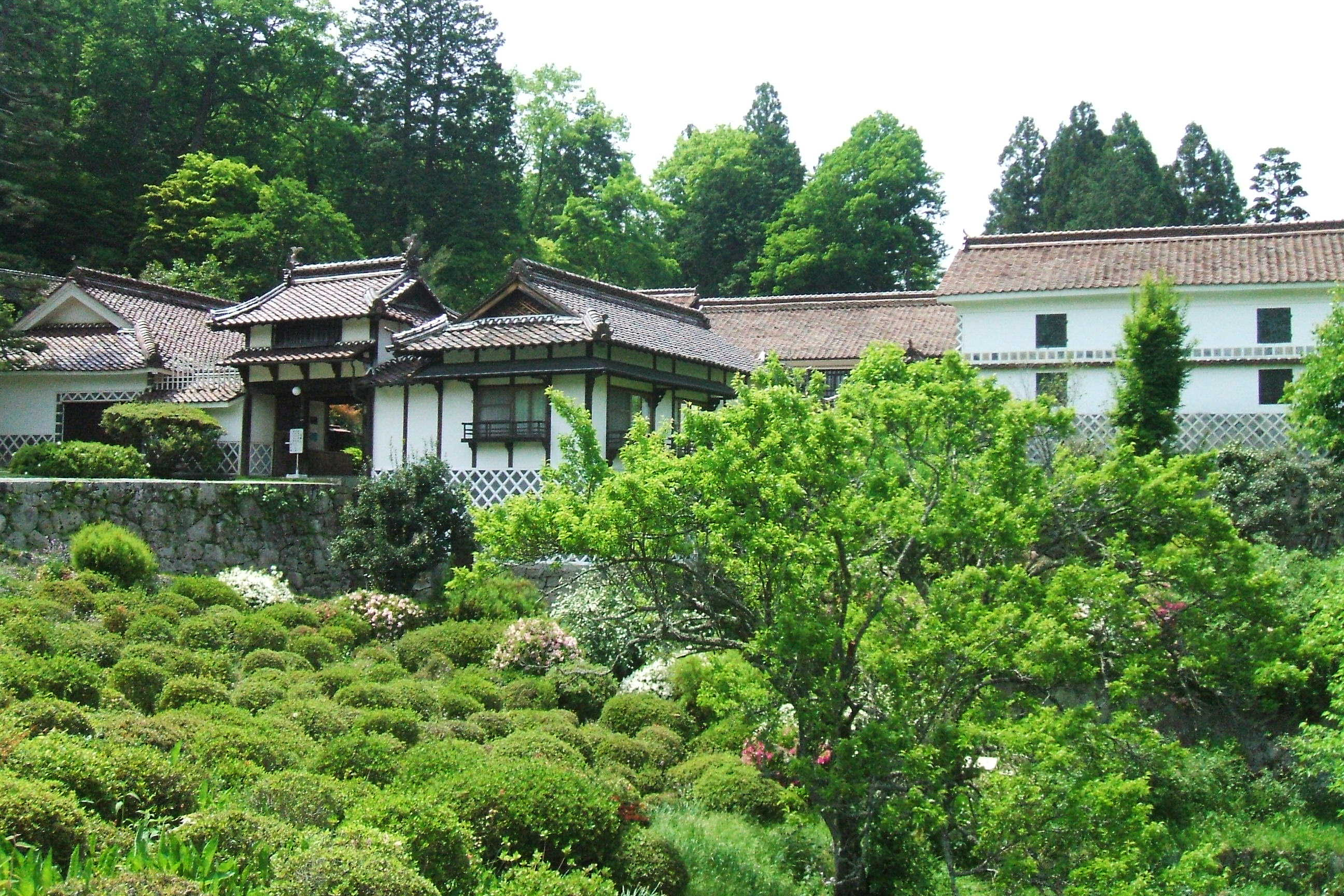
Résidence Nishie.
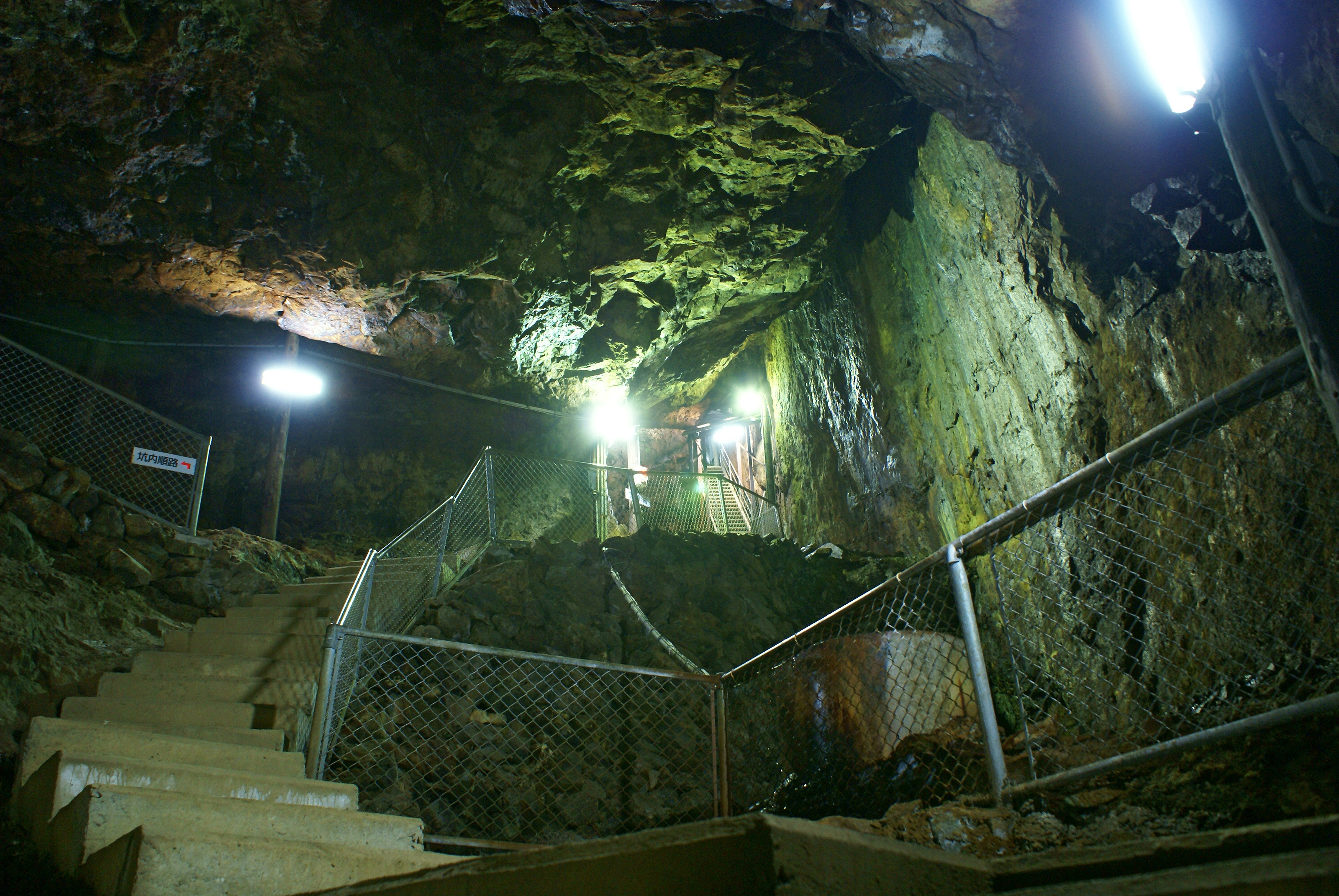
Tunnel Sasaune (tunnel de mine).
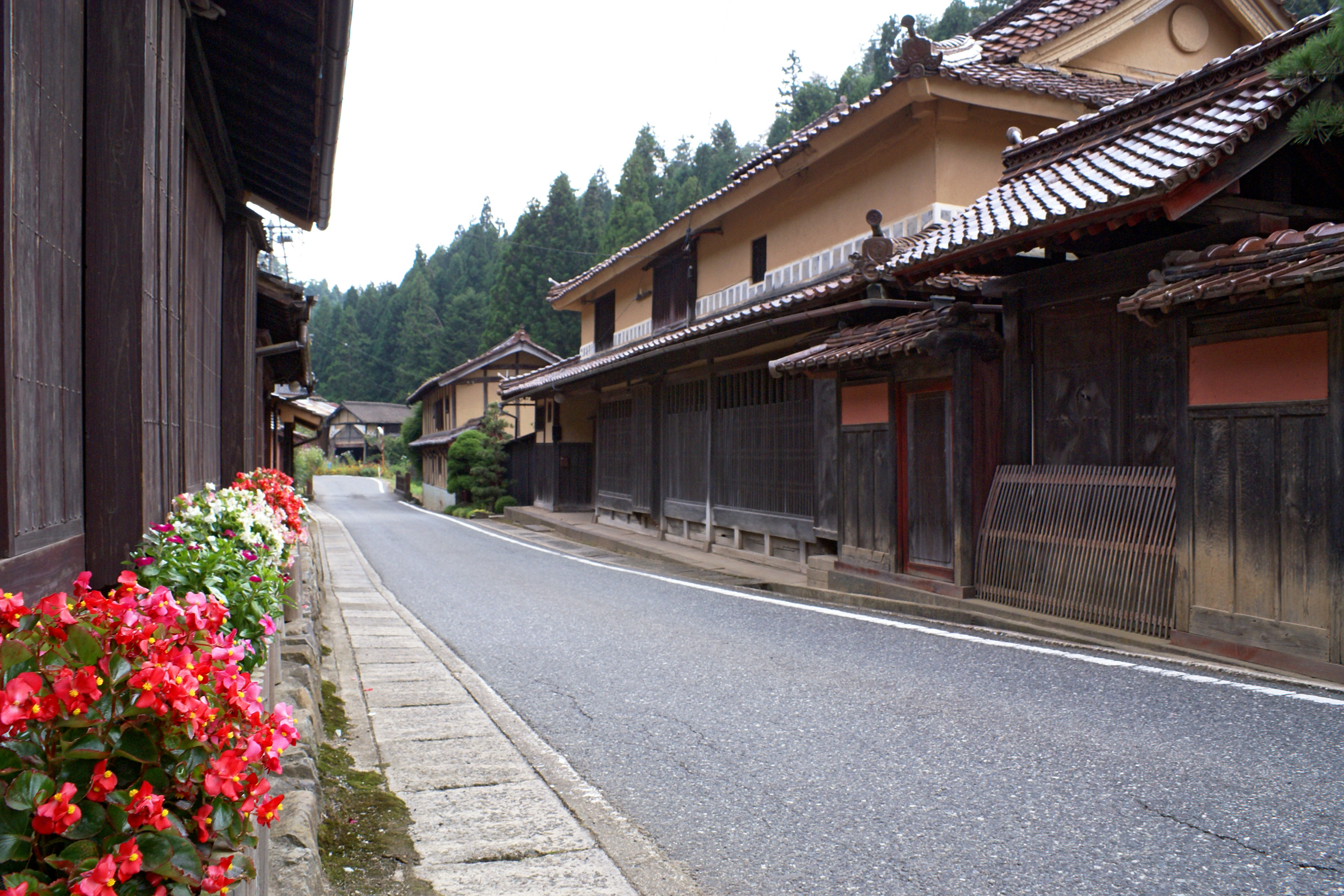
Résidence Tamura.